# Comisión Investigadora de Accidentes de Aviación
La Comisión Investigadora de Accidentes de Aviación (CIAA) es una agencia de República Dominicana que investiga accidentes aéreos. Tiene su sede en Gazcue, Santo Domingo. El Artículo 267 de la Ley 491-06 de Aviación Civil de la República Dominicana creado la CIAA.